# H2AFY2
H2AFY2‏ (H2A histone family member Y2) هوَ بروتين يُشَفر بواسطة جين H2AFY2 في الإنسان.